# Jeffrey Catherine Jones
Jeffrey Catherine Jones (Atlanta, Georgia, Estados Unidos, 10 de enero de 1944-19 de mayo de 2011) fue una artista trans estadounidense cuyo trabajo más conocido abarca dese la década de 1960 hasta la década de 2000. Jones creó la portada de más de 150 libros a partir de 1976 y más tarde se aventuró en las bellas artes. El artista de fantasía Frank Frazetta llamó a Jones «la más grande pintora viva». Aunque Jones alcanzó fama como Jeff Jones y después como Jeffrey Jones, cambió su género y su nombre a Jeffrey Catherine en 1998; en adelante vivió reconocida legalmente como mujer.

## Biografía

### Primeros años
En 1964 mientras asistía a Georgia State College, Jones conoció a su compañera de estudios Mary Louise Alexande (más tarde Louise Simonson). Las dos comenzaron a salir y se casaron en 1966. Su hija Juliana nació el año siguiente. Después de su graduación, la pareja se trasladó a Nueva York, pero se separaron en la década de 1970.
Jones pintó portadas para libros, incluyendo las ediciones en rústica publicadas por Ace de rústica de la serie Fafhrd y el Ratonero Gris de Fritz Leiber, así como de Postmarked the Stars, The Zero Stone, Uncharted Stars de Andre Norton y cerca de 150 más. Durante un período durante la década de 1970 también contribuyó con ilustraciones para la revista Fantastic de Ted White.

### The Studio

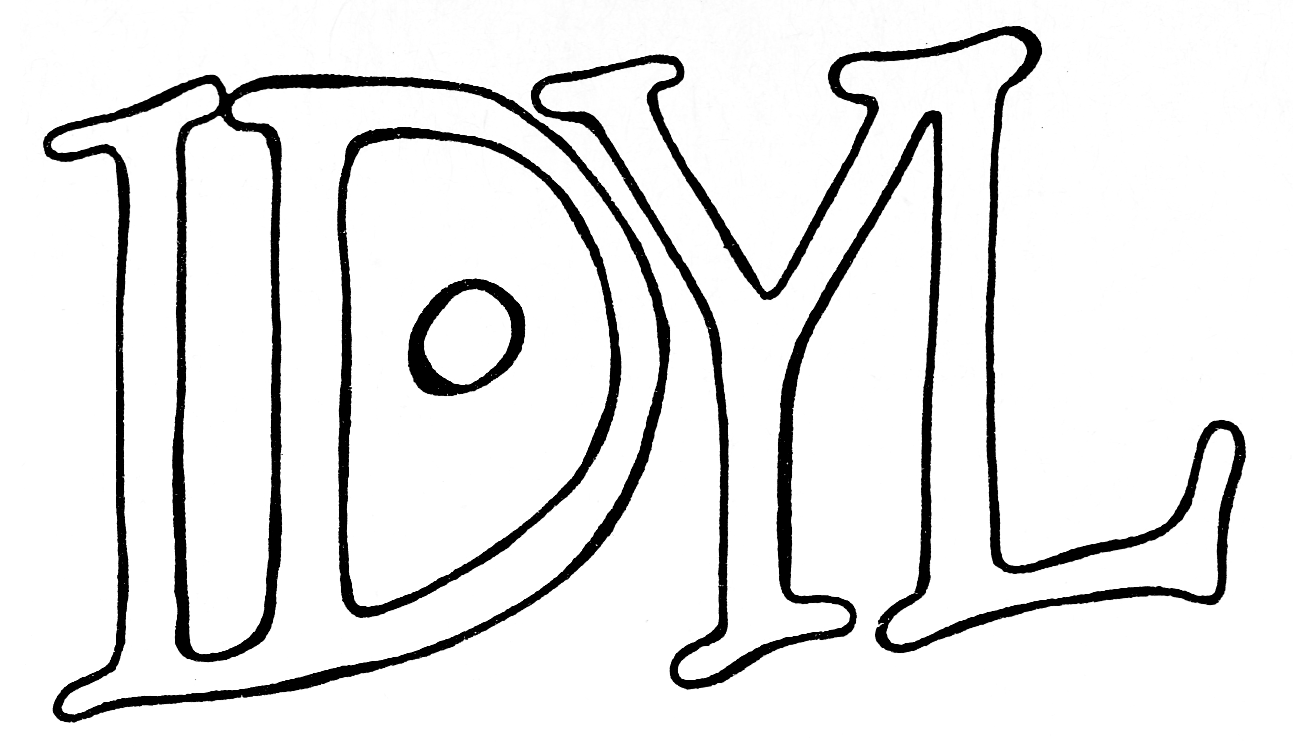
Emblema de Idyl.

De 1972 a 1975 los números de la revista National Lampoon incluían una tira de página completa titulada Idyl.
De 1975 a 1979 compartió un espacio de trabajo en el área de Chelsea, en Manhattan, con Bernie Wrightson, Barry Windsor-Smith y Michael William Kaluta, conocidos en conjunto como The Studio.

El periodista Tom Spurgeon hizo un comentario sobre el significado más amplio y la influencia de The Estudio en su obituario de Jones en The Comics Reporter:
El legado de todo ese talento haciendo colectivamente muy buen trabajo en un punto de influencia corporativa degradante, casi monolítica sobre el tipo de arte que deseaban hacer, ha otorgado a The Studio un legado que puede ser acogido incluso por aquellos que no tienen un interés particular por la obra de los artistas. La idea de un espacio de trabajo que permitiera la influencia coercitiva de un artista a otro ha sido transferida a casi todas las iniciativas de colectivo de historietistas desde entonces.
En la década de 1980 tenía una tira recurrente en Heavy Metal titulada I'm Age. Los historietistas Walter Simonson y J. D. King dijeron en ese momento que Jones tenía un interés creciente en el expresionismo y no siguió trabajando en historietas con tanta frecuencia a partir de entonces.[cita requerida]

### Obra publicada en español
En España Idyl se publicó en Totem, de Nueva Frontera. La misma revista con sus «Especiales USA» publicarían la serie Touch Jones y otras historietas del artista. I'm Age (otra serie compuesta de historias de una página) se publicó en Zona 84, de Toutain. También se editó material de Jeff Jones en las publicaciones de Garbo Editorial e Ibero Mundial de Ediciones.[cita requerida]
No se imprimió ningún art book es español, sólo la editorial Toutain Editor se encargó de ofrecer en su catálogo obras tan emblemáticas como The Studio, Idyl y Yesterday's Lily.[cita requerida]

### Transición de género
En su madurez, Jones recordó que quería ser una chica desde sus primeros recuerdos. Se enfrentó a estos temas en 1998 y comenzó a terapia de sustitución hormonal. El escritor de cómics y periodista Steven Ringgenberg elaboró sobre su transición en un obituario y homenaje a Jones en la revista The Comics Journal:
Actualmente sabemos a partir de los escritos personales de la artista que ella se sentía conflictuada sobre su género desde la infancia, sintiendo siempre una mayor afinidad por su lado femenino que por su propia masculinidad. Habiendo crecido como un producto de la patriarcal década de 1950, con un padre dominante que fue un héroe de guerra, Jones no sabía como lidiar con su anhelo de ser mujeres y se sentía avergonzada. Por años trato de ahogar esos sentimientos en alcohol, pero después de mucho buscar, Jones se dio cuenta de que aunque había nacido hombre, ella era una mujer. Comenzó terapia de sustitución hormonal en 1998, y comenzó una nueva etapa de su vida como una mujer, cambiando su nombre a Jeffrey Catherine Jones. No obstante, la transición no trajo paz a esta noble, artista con problemas, que en 2001 sufrió una crisis nerviosa, que la llevó a perder su hogar y estudio. Sin embargo, ella finalmente recuperó y para el 2004 comenzó a pintar y dibujar de nuevo.

### Muerte
La página personal de Jones en Facebook informó después de su muerte: «la legendaria artista de fantasía Jeffrey Catherine Jones falleció hoy, jueves 19 de mayo 2011 a las 4:00 am rodeado de su familia». Catherine sufría de enfisema pulmonar y bronquitis severa, así como el endurecimiento de las arterias que rodean el corazón. Su amigo, Robert Wiene, informó de que había una orden de no reanimación ya que como Catherine era débil no tenía reservas con las que luchar».

## Premios
En 1967 Jones fue nominada al premio Hugo a Mejor artista aficionado; también fue nominada al premio Hugo a Mejor artista profesional en 1970, 1971 y 1972. En 1975 fue nominada al Premio Mundial de Fantasía como Artista y lo ganó en 1986. Jones fue nominada al premio Chelsey en 1999.